# 范文參
范文參（越南语：／，？—1789年），越南西山朝將領。
范文參是護駕范彥及太尉范公興的哥哥。他很早便參加西山起義軍，後因功獲封太保。他曾參加多次對嘉定（今胡志明市）的戰鬥，斬殺舊阮將領楊公澄等，擊敗尊室暉、尊室會等部。
阮岳建立西山朝之後，派范文參至嘉定，協助東定王阮侶。他在對抗舊阮阮福映的戰鬥中非常活躍。1787年，流亡暹羅的阮福映在支持者的協助下來到龍川（今金甌省），得到阮文張、阮文仁等舊部的響應。阮侶大懼，逃往鎮邊，留范文參守嘉定。阮福映偽造了一封阮岳寫給阮侶的書信，聲稱范文參是舊阮的內應，要求誅殺范文參；卻故意將其投遞至范文參處。范文參率軍持白旗前往鎮邊，欲面白其冤。阮侶見到白旗，誤以為其已投降，棄城逃往歸仁。范文參便回到嘉定，遭到阮福映的圍攻，但被范文參守住了。
1788年，舊阮阮福映攻嘉定，阮文張駐美湫，對范文參進行夾擊。此戰甚為慘烈，後來由於武性的加入，舊阮獲勝。范文參被打敗，逃往巴薩河（後江），在真臘人的幫助下，等候順風想要逃往歸仁。但舊阮軍隊封鎖了海口，范文參只得投降。不過，他仍接受阮惠的指示，暗中組織舊部，圖謀反抗。此事被阮黃德偵知後，阮福映將其誅殺。